# 다무르강

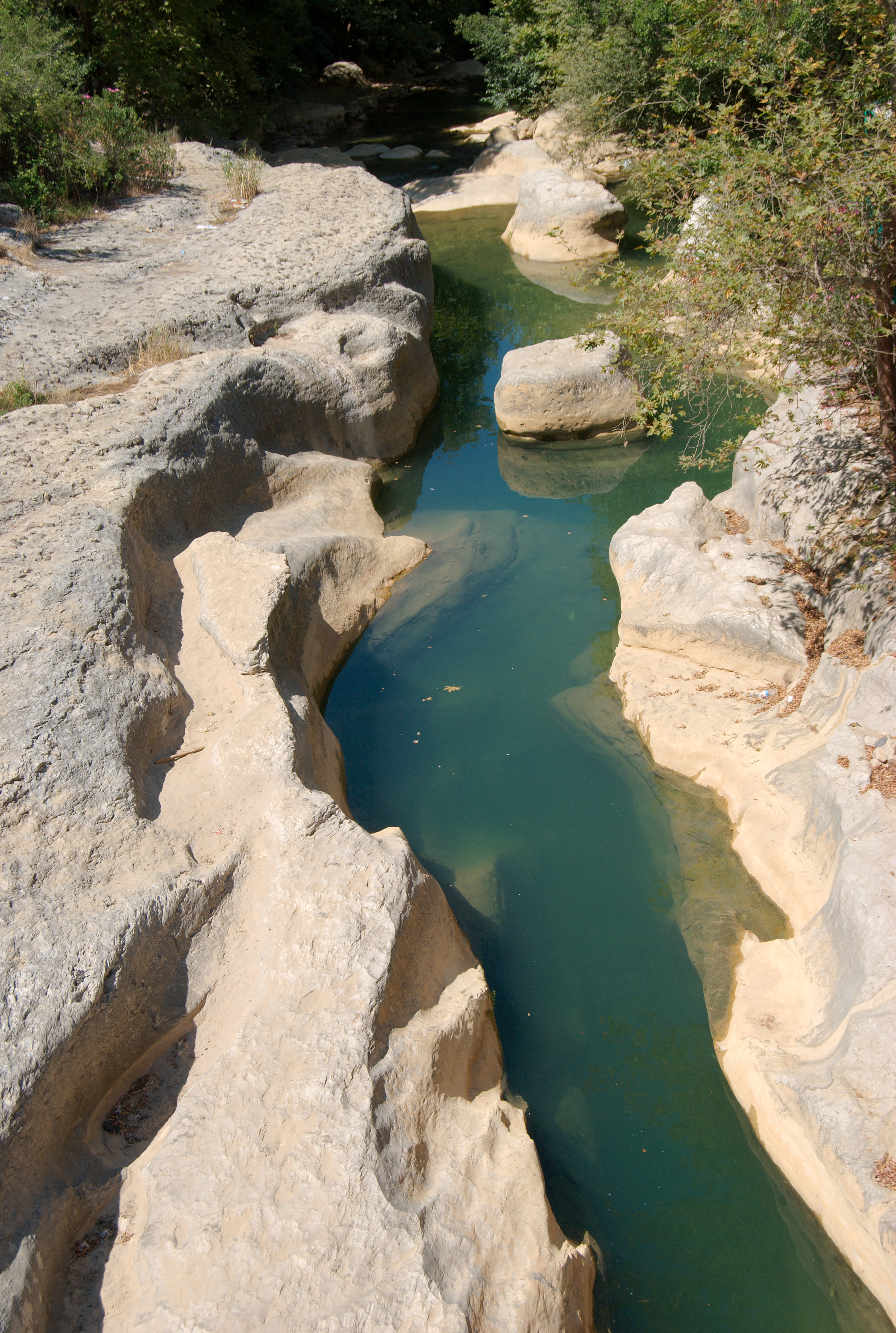

다무르강(아랍어: نهر الدامور‎, Nahr Al Damour)은 레바논 레바논산주의 강으로 길이가 37.5 km에 달한다. 수원지는 Barouk 산이며, Jisr Al kadi 계곡을 거쳐 서쪽으로 흐른다. 이 강의 최종 종착지는 남 다무르 지역과도 통하는 지중해이다.

## 신화
페니키아 시대에 가나안 민족은 건기의 영향을 자주 받아 강을 불멸의 신인 'Damoros'의 이름을 따라 명명하였다. 또한 이 신은 '아도니스'라는 사랑과 미의 신에 그 뿌리를 두고 있어 이러한 강의 이름은 이 강을 불멸의 강으로 보는 시각을 반영하는 한편, 주변 지역의 아름다움을 상징하기도 했다. 1302년에는 이 강의 주변 지역이 십자군 전쟁의 전략적 요충지가 되기도 하여, 전투가 끝난 뒤 프랑스인 십자군들은 이 강을 'Fleuve D'amour'라는 별칭으로 부르기도 했다.